# 山田信博
山田 信博（やまだ のぶひろ、1951年12月5日 - 2015年10月13日）は、日本の医師。内科医。筑波大学第8代学長。研究テーマは動脈硬化症の病態生理、糖尿病、高脂血症。

## 来歴
1951年、東京都に生まれる。1982年に東京大学より医学博士を取得し、同大学で助手、講師、助教授を務める。
特に糖尿病に関する研究で業績を上げ、1997年には日本糖尿病学会リリー賞を受賞する。
1999年より筑波大学で教鞭を取る。2009年より筑波大学学長を務めるが2012年8月3日に脳梗塞で倒れ、清水一彦副学長（当時）らが学長職務代行をした。学長再任の意思確認の際、「声が出せないがボードで再任の意思がないことを示した」ため、2013年3月末をもって任期満了となり学長を退任した。

## 略歴
- 1951年 - 東京都港区神谷町生まれ[7]
- 麻布中学校・高等学校卒業[7]
- 1976年 - 東京大学医学部医学科卒業[3]
- 1983年 -  カリフォルニア大学サンフランシスコ校留学[3]、Richard Havelに師事
- 1986年 - 東京大学医学部附属病院助手[7]
- 1994年 - 東京大学医学部附属病院第三内科講師
- 1995年 - 東京大学医学部附属病院第三内科助教授
- 1999年 - 筑波大学臨床医学系内科（内分泌代謝）教授
- 2007年 - 筑波大学理事・筑波大学附属病院院長[3][7]
- 2009年 - 筑波大学第8代学長[3]（2013年まで）

## 受賞歴
- 1992年 - 日本医師会賞[8]
- 1997年 - 日本糖尿病学会リリー賞受賞「糖尿病における動脈硬化惹起性リポタンパクに関する発生工学的研究｣[9]

## 主著作
- M-CSFによる粥状動脈硬化症治療の試み / 東京大学 1990-1992
- 動脈硬化症update / 大内尉義と共著、中外医学社 1992.8
- 発生工学的手法による動脈硬化症モデル動物の開発と遺伝子治療の試み / 東京大学 1993-1995
- 遺伝子ターゲティングによる血管壁コレステロール蓄積機構の解明 / 東京大学 1995-1995
- 動脈硬化・高脂血症 / 南江堂 1996.3（循環器now ; no.12）
- 冠動脈疾患の予防 / 矢崎義雄[他]、メディカルレビュー社 1997.9
- 糖尿病を治す食事と献立 / 谷口雅子と共著、池田書店 1997.10（食べて治すシリーズ）
- 糖尿病 / 岩本安彦と共著、中外医学社 1997.5
- 粥状動脈硬化症における泡沫細胞形成の分子機構に関する発生工学的研究 / 東京大学 1997-1998
- 動脈硬化症及び肥満の病態モデル動物の開発と脂質蓄積に共通する分子機構の解明 / 東京大学 1997-1998
- ポケット治療薬. 1999 / 矢崎義雄[他]、羊土社 1999.4
- コレステロールをみる・考える / 齋藤康と共著、南江堂 1999.7
- インスリン抵抗性及び動脈硬化症の病因における脂肪酸の意義に関する発生工学的研究 / 筑波大学 1999-2000
- 動脈硬化診療の新展開 / 横山光宏[他]、メジカルセンス 2000.4（21世紀への医学）
- 高脂血症Q&A / ライフ・サイエンス 2000.4
- 循環器疾患と生活習慣病 / 大内尉義と共著、中外医学社 2000.9
- 高脂血症を治す食事と献立 / 谷口雅子と共著、池田書店 2000.10（食べて治すシリーズ）
- 眼底写真から学ぶ全身疾患と病態 / 三嶋弘、山下英俊と共著、メディカルレビュー社 2001.9
- 血液をサラサラにして健康になる! / 川島容子と共著、高橋書店 2001.12（専門医が治す!）
- 動脈硬化発症におけるシグナル伝達と細胞周期、細胞の増殖・分化の制御機構 / 筑波大学 2001-2002
- 高脂血症診療ガイダンス / 寺本民生と共著、メジカルビュー社 2002.3（生活習慣病シリーズ）
- 栄養生化学 / 脊山洋右、松島照彦と共著、メヂカルフレンド社 2002.11（新体系看護学 ; 第2巻）
- 高脂血症ナビゲーター / 石橋俊、代田浩之と共著、メディカルレビュー社 2003.2 (Medical navigator series)
- 高脂血症血液ドロドロを治す / 日本放送出版協会 2003.3（別冊NHKきょうの健康）
- 治療薬イラストレイテッド / 羊土社 2004.6
- メタボリックシンドロームの病態モデル動物の作成とその分子基盤の網羅的解析 / 筑波大学 2004-2005
- 糖尿病における心血管障害、メディカルレビュー社 2005.9 (Diabetes & cardiovascular disease ; no.1)
- 高脂血症とうまくつき合うために読む本 / 技術評論社 2005.10（気ままにホームドクターシリーズ）
- 糖尿病患者の大血管障害予防ガイダンス / メジカルビュー社、2005.10
- 中性脂肪・コレステロールを自分で改善 / 法研 2005.11
- 分子糖尿病学の進歩. 2006 / 矢崎義雄[他]、金原出版 2006.3
- 糖尿病療養指導士のための虚血性心疾患合併防止の生活指導書 / ヴァンメディカル 2006.3
- 新薬の開発、審査、承認 / 竹内正弘、S.W.ラガコスと共著、臨床評価刊行会 2006.7
- 動脈硬化診療マニュアル / 齋藤康と共著、南江堂 2006.10
- 糖尿病関連のエビデンスと治療の実際、メディカルレビュー社 2006.10 (Diabetes & cardiovascular disease ; no.2)
- メタボリックシンドロームにおけるエネルギー代謝調節因子の探索とその機能解析 / 筑波大学 2006-2007
- 最新臨床検査のABC / 橋本信也[他]、日本医師会 2007.1（日本医師会生涯教育シリーズ）
- 生活習慣病とPPARs / 藤田敏郎、ライフサイエンス出版 2007.3
- 分子糖尿病学の進歩. 2007 / 矢崎義雄[他]、金原出版 2007.4
- メタボリックシンドロームup to date / 岩本安彦[他]、日本医師会 2007.7（日本医師会生涯教育シリーズ）
- フィブラートupdate / フジメディカル出版 2008.12
- 治療薬イラストレイテッド / 改訂版、羊土社 2009.11